# امپراتوری (فیلم ۲۰۰۲)
امپراتوری (انگلیسی: Empire) فیلمی است که در سال ۲۰۰۲ منتشر شد.

## بازیگران
- جان لگویزمائو
- پیتر سارسگارد
- دنیس ریچاردز
- وینسنت لارسکا
- ایزابلا روسلینی
- فت جو

## خلاصه
یک قاچاقچی مواد مخدر موفق، اهل برانکس جنوبی به افرادش پشت می کند و پول های خود را به یک واسطه در وال استریت می دهد تا برایش سرمایه گذاری کند...